# Campoplex nigricoxa
Campoplex nigricoxa là một loài tò vò trong họ Ichneumonidae.